# Synagoga Mordki Herca w Łodzi (ul. Niska 18)
Synagoga Mordki Herca w Łodzi – prywatny dom modlitwy znajdujący się w Łodzi przy ulicy Niskiej 18.
Synagoga została zbudowana w 1901 roku z inicjatywy Mordki Herca. Mogła ona pomieścić 100 osób. W 1904 roku synagoga została przeniesiona do nowego lokalu przy ulicy Rokicińskiej 28.